# Syntetisk a priori
Syntetisk a priori er en form for domme om verden, som både indeholder noget der er uafhængigt af erfaringen (a priori) samt noget der er afhængigt (a posteriori).
At påvise denne type domme var af yderste vigtighed for Immanuel Kant i hans filosofiske værk Kritik af den rene fornuft.

## Filosofisk debat
Kants filosofiske projekt var bl.a. at forklare hvordan, vi kan fælde nødvendige sande/falske domme om verden.
Kant var stærkt utilfreds med David Humes konklusion fra hovedværket "A Treatise of Human Nature", der endte i en skepticisme, grundet induktionsproblemet. Kant var overbevist om, at der måtte kunne fældes domme om verden, hvori der kunne siges noget nødvendigt sandt.
Hume, der var empirist, mente, at verden skulle erkendes a posteriori, hvilket betyder "erkendelse afhængig af sansning". Vi kan kun udtale os om verden ud fra de erfaringer, den giver os. Humes determinisme var mere elegant end Thomas Hobbes' og John Lockes, da han samtidigt indførte fornuften som mulighed for a priori viden. A priori betyder "erkendelse uafhængig af sansning". Hume mente, at mennesket er bestemt af dets følelser: Det er stræben efter fravær af smerte og opnåelse af nydelse (se hedonisme), der bestemmer, hvilke handlinger vi udfører. For at kunne afgøre, hvad vi skønner som det rigtige valg, så konfronterer følelserne fornuften, der er base for hukommelsen og fantasien/forestillingsevnen (Engelsk: memory og imagination). Fornuften kan dog aldrig blive direkte bestemmende for handlingen, da den kun er en mulighed for følelserne at rådføre sig med. Hume sagde:
| „ | Reason is, and ought only to be the slave of the passions | “ |

Hume udformede to typer domme. De syntetiske og de analytiske domme.
Analytiske domme er udsagn, der udsiger et prædikat om P, hvor selve prædikatet er indeholdt i P. Fx Alle ungkarle er ugifte. Det ligger i begrebet ungkarl, at han er ugift. Analytiske domme er derfor nødvendigt sande/falske; men de har ingen mulighed for at udtale sig om verden. Analytiske domme er altid a priori, så de tilhører fornuften. Hume mente, at bl.a. matematikken tilhørte de analytiske domme.
Syntetiske domme er udsagn, hvor prædikatet om P ikke er indeholdt i begrebet om P. Fx Alle svaner er hvide. Det ligger ikke i begrebet om en svane, at den er hvid. Man har eksempelvis opdaget sorte svaner i Australien. (Obs. Dette eksempel er hentet fra Karl Popper). Derfor er syntetiske sætninger aldrig nødvendigt sande/falske. Desuden må de altid være a posteori, da man først skal indhente sanseerfaringer, før man kan udtale sig om dem.
Denne skelnen, hvor a priori domme altid hænger sammen med analytiske domme, og syntetiske domme altid hænger sammen med a posteori domme, kaldes Humes gaffel. Med denne mente Hume at have afvist rationalismen. Problemet der opstod var bare, at Hume intet nødvendigt sandt kunne sige om verden. Derfor induktionsproblemet.
Kant mente, at man måtte kunne kombinere rationalisme og empirisme, hvis man blot kunne påvise a priori syntetiske domme. Dette vil sige domme, der siger noget nødvendigt sandt om verden baseret på sansemateriale.
Kant mente, at matematikken måtte være a priori syntetisk, da det fx ikke ligger i begrebet 7+5, at det er 12. Desuden måtte naturlovene, fx Newtons lov om tyngdekraften være a priori syntetiske. Derudover de to anskuelsesformer, tid og rum, som er alt, man har tilbage, hvis man fjerner alt empirisk fra et objekt.
Kant brugte de a priori syntetiske domme til at forme sit Kategoriske Imperativ, og dermed mente han også, at moralloven måtte være a priori syntetisk. Dette kategoriserer ham som deontolog.
Kant inddeler de a priori syntetiske domme i 1) "Naturens metafysik", kendt som naturlovene. Disse gælder med nødvendighed og er ubrydelige. Og i 2) Sædernes metafysik, der er morallovene. Disse gælder for alle fornuftsvæsner, men er ikke ubrydelige.
Det er stadig debatteret, om syntetisk a priori domme virkeligt eksisterer.